# Albești (Botoșani)
Albești ist eine Gemeinde im Kreis Botoșani in der Region Moldau in Rumänien. Sie besteht aus den sechs Dörfern Albești, Buimăceni, Coștiugeni, Jijia, Mășcăteni und Tudor Vladimirescu.